# Skrzydlinka
Skrzydlinka (Aethionema) – rodzaj roślin z rodziny kapustowatych. Obejmuje ponad 50 gatunków (od co najmniej 54, 56 do 70) występujących w obszarze śródziemnomorskim i zachodniej Azji, centrum zróżnicowania rodzaju stanowi Azja Mniejsza, gdzie rośnie połowa gatunków tego rodzaju. 9 gatunków rośnie w Europie. Wiele gatunków jest uprawianych także w Europie środkowej. Od podobnych ubiorków różnią się całobrzegimi płatkami korony.

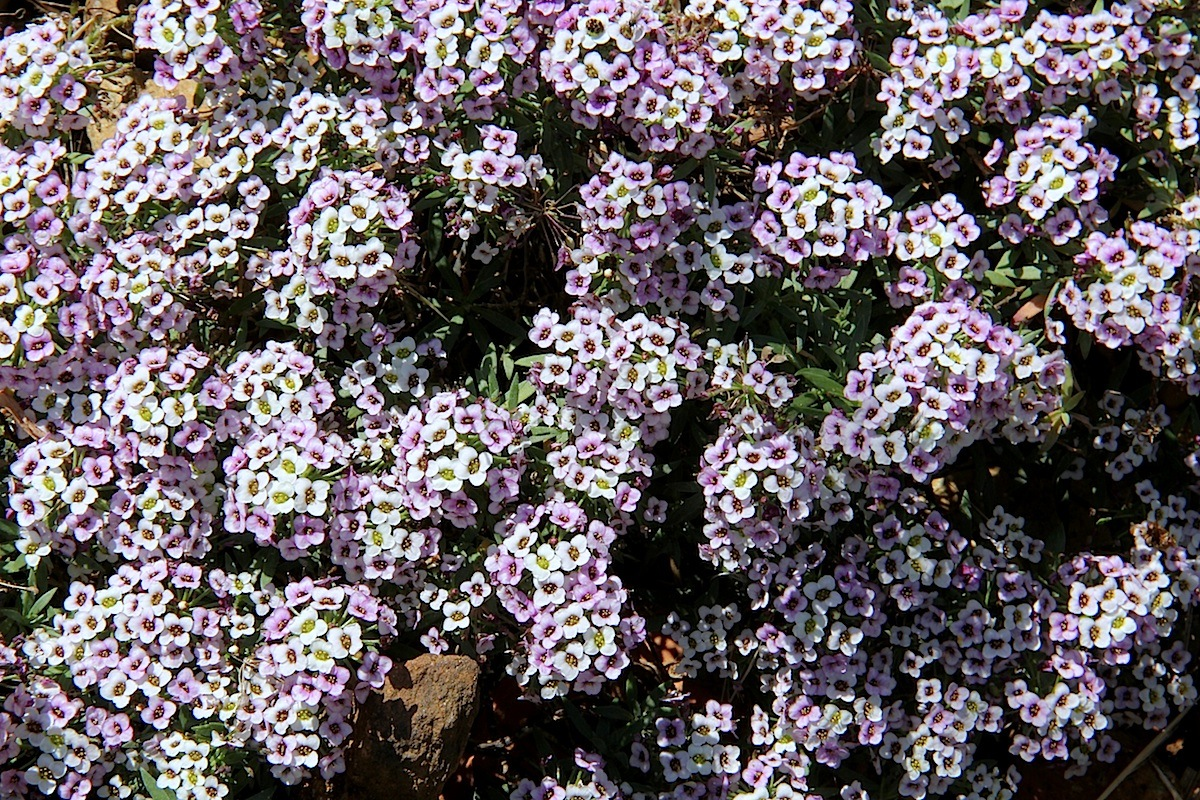
Skrzydlinka skalna

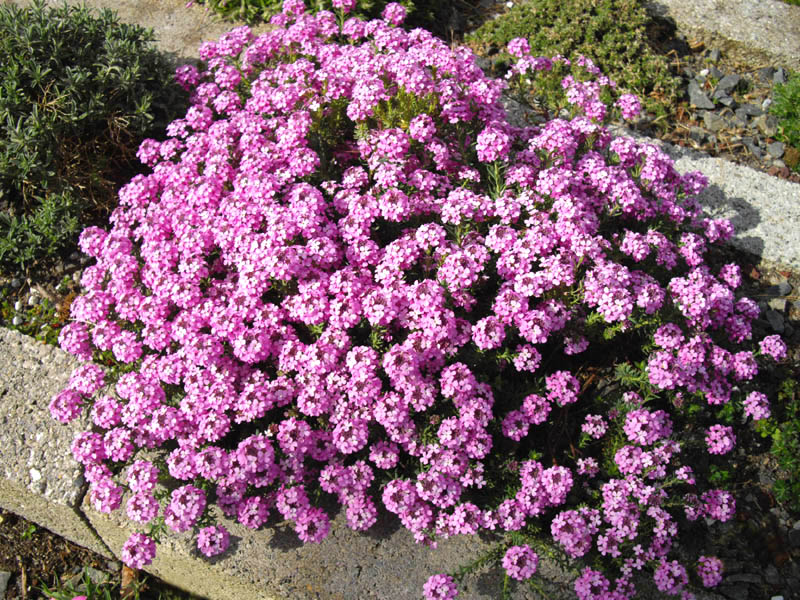
Skrzydlinka armeńska 'Warley Rose'

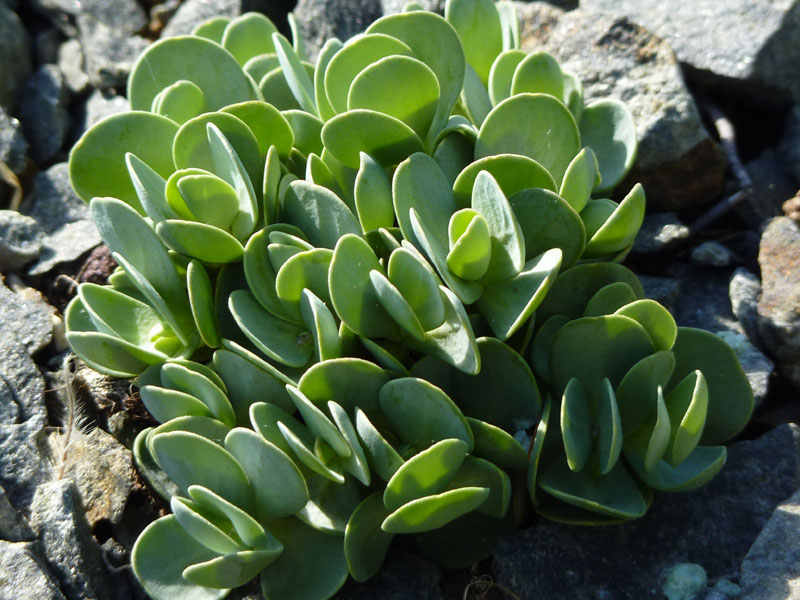
Skrzydlinka naprzeciwlistna

## Morfologia
PokrójWieloletnie rośliny zielne lub półkrzewy, rzadziej rośliny jednoroczne lub dwuletnie. Pędy rozgałęziające się, prosto wzniesione lub podnoszące się, ulistnione, zwykle nagie i sine, rzadziej owłosione. Niektóre gatunki kolczaste.
LiścieSkrętoległe, rzadko naprzeciwległe, niewielkie, pojedyncze, całobrzegie, zwykle podługowate lub równowąskie, najczęściej siedzące, rzadziej krótkoogonkowe, często mięsiste lub skórzaste, niebieskozielone.
KwiatyZebrane w grona, zwykle wielokwiatowe, na cienkich szypułkach, bez przysadek. Cztery działki kielicha są wyprostowane lub rozwarte, na szczycie zaokrąglone. Wewnętrzna para działek nieco rozdęta u nasady, podczas gdy zewnętrzna ma zwykle nieco kapturkowatą część szczytową. Cztery płatki korony mają barwę różową, czerwoną, białą lub – rzadko – żółtą. Kształt mają jajowaty, rzadziej podługowaty, u nasady czasem z paznokciem. Pręcików jest 6, przy czym cztery dłuższe mają nitki ze skrzydełkowatymi przydatkami, czasem ząbkowanymi lub palczasto podzielonymi. Zalążnia elipsoidalna, 1–2-komorowa, zwykle z 1–2 zalążkami w każdej z komór. Znamię główkowate siedzące lub na krótkiej szyjce.
OwoceŁuszczynka spłaszczona, jajowata, eliptyczna lub zaokrąglona, na brzegu zwykle oskrzydlona. Zawiera od 1 do 8 jajowatych, brązowych nasion.

## Systematyka
Rodzaj jest siostrzany wobec rodzaju Moriera wraz z którym tworzy plemię Aethionemeae, stanowiące klad bazalny w obrębie rodziny kapustowatych. Wyodrębnienie się tego rodzaju od przodków pozostałych przedstawicieli rodziny nastąpiło ok. 40 milionów lat temu. Pozycja filogenetyczna rodzaju jest potwierdzona ze 100% pewnością w badaniach molekularnych.
Pozycja rodzaju według APweb (aktualizowany system APG IV z 2016)
Rodzaj z rodziny   kapustowatych (Brassicaceae), rzędu kapustowców (Brassicales), kladu różowych (rosids) w obrębie okrytonasiennych (Magnoliophyta).
Wykaz gatunków
- Aethionema acarii Gemici & Leblebici
- Aethionema alanyae H.Duman
- Aethionema arabicum (L.) Andrz. ex DC.
- Aethionema armenum Boiss. – skrzydlinka armeńska
- Aethionema caespitosum (Boiss.) Boiss.
- Aethionema capitatum Boiss. & Balansa
- Aethionema carlsbergii Strid & Papan.
- Aethionema carneum (Banks & Sol.) B.Fedtsch.
- Aethionema cephalanthum (Bornm.) Bornm.
- Aethionema cordatum (Desf.) Boiss.
- Aethionema coridifolium DC. – skrzydlinka korisolistna
- Aethionema demirizii P.H.Davis & Hedge
- Aethionema diastrophis Bunge
- Aethionema dumanii Vural & Adigüzel
- Aethionema edentulum N.Busch
- Aethionema erinaceum (Boiss.) Khosravi & Mumm.
- Aethionema eunomioides (Boiss.) Bornm.
- Aethionema fimbriatum Boiss.
- Aethionema froedinii Rech.f.
- Aethionema gileadense Post
- Aethionema glaucinum Greuter & al.
- Aethionema grandiflorum Boiss. & Hohen. – skrzydlinka wielkokwiatowa
- Aethionema heterocarpum J.Gay
- Aethionema heterophyllum (Boiss. & Buhse) Boiss.
- Aethionema huber-morathii P.H.Davis & Hedge
- Aethionema iberideum (Boiss.) Boiss. – skrzydlinka ubiorkowata
- Aethionema karamanicum Ertugrul & Beyazoglu
- Aethionema kopetdaghi Lipsky
- Aethionema lepidioides Hub.-Mor.
- Aethionema levandowskyi N.Busch
- Aethionema lycium I.A.Andersson & al.
- Aethionema marashicum P.H.Davis
- Aethionema membranaceum DC.
- Aethionema munzurense P.H.Davis & Yild.
- Aethionema oppositifolium (Pers.) Hedge – skrzydlinka naprzeciwlistna
- Aethionema orbiculatum (Boiss.) Hayek
- Aethionema papillosum P.H.Davis
- Aethionema polygaloides DC.
- Aethionema retsina Phitos & Snogerup
- Aethionema rhodopaeum D.K.Pavlova
- Aethionema rotundifolium (C.A.Mey.) Boiss. – skrzydlinka okrągłolistna
- Aethionema saxatile (L.) R.Br. – skrzydlinka skalna
- Aethionema schistosum Boiss. & Kotschy – skrzydlinka łupliwa
- Aethionema semnanensis Mozaff.
- Aethionema speciosum Boiss. & A.Huet
- Aethionema spicatum Post
- Aethionema stylosum DC.
- Aethionema subulatum (Boiss. & Heldr.) Boiss.
- Aethionema syriacum (Boiss.) Bornm.
- Aethionema thesiifolium Boiss. & Heldr.
- Aethionema thomasianum J.Gay – skrzydlinka Thomasa
- Aethionema transhyrcanum (Czerniak.) N.Busch
- Aethionema trinervium (DC.) Boiss.
- Aethionema turcica H.Duman & Aytaç
- Aethionema umbellatum (Boiss.) Bornm.
- Aethionema virgatum (Boiss.) Hedge

## Zastosowanie
Rośliny ozdobne, sadzone w ogrodach skalnych i na rabatach, niewymagające w uprawie. Wymagają stanowisk słonecznych. Najlepiej rosną na glebie piaszczystej, zasobnej w wapń, dobrze zdrenowanej. Rozmnażane są z nasion lub sadzonek.